# Ma-ayon
Ma-ayon est une municipalité de la province de Cápiz, aux Philippines. En 2015, la localité compte 38 416 habitants.